# Poľanovce
Poľanovce (em húngaro: Polyánfalu; alemão: Polanowitz) é um município da Eslováquia, situado no distrito de Levoča, na região de Prešov. Tem 12,22 km² de área e sua população em 2018 foi estimada em 161 habitantes.

## Demografia
| Ano:        | 1994 | 2004    | 2014   | 2024   |
| ----------- | ---- | ------- | ------ | ------ |
| Broj ljudi: | 307  | 175     | 172    | 160    |
| Razlika:    |      | -42,99% | -1,71% | -6,97% |

| Ano:               | 2023 | 2024 |
| ------------------ | ---- | ---- |
| Número de pessoas: | 160  | 160  |
| Diferença:         |      | +0%  |